# Barrage de Lavaud-Gelade
Le barrage de Lavaud-Gelade, ou de Lavaud Gelade, ou de la Vaud Gelade, est un barrage français situé en région Nouvelle-Aquitaine, dans le département de la Creuse sur la commune de Royère-de-Vassivière. Il barre le cours du Thaurion.

## Géographie
Le barrage barre le cours du Thaurion sur le plateau de Millevaches, dans le département de la Creuse, sur la commune de Royère-de-Vassivière, deux kilomètres au nord-ouest du village de la Vaud Gelade. Construit à plus de 650 mètres d’altitude, il se trouve à environ trois kilomètres et demi des bourgs de Royère-de-Vassivière et de Saint-Marc-à-Loubaud.

## Origine et exploitation
Le barrage a été édifié de 1941 à 1943 et mis en service en 1944 de façon à créer une réserve d'eau pour alimenter à partir de 1950 le lac de Vassivière par un aqueduc souterrain — long de quatre kilomètres — en fonction des besoins en eau de celui-ci, pour la production d'hydroélectricité.
Il est exploité par l’unité de production Centre du groupe Électricité de France  qui rassemble 28 barrages et 25 centrales hydroélectriques sur les bassins de la Vienne et de la Creuse et rattaché au Groupement d’exploitation hydraulique (GEH) de Limoges.

## Caractéristiques techniques
L'ouvrage est un barrage poids en enrochement.
D'un volume de 100 000 m3, le barrage est constitué de terre, avec des fondations en granulite. La hauteur par rapport au terrain est de 20,50 m et de 21 m, fondations comprises. L'épaisseur du barrage en crête est de 6,50 mètres et en pied de 83,75 mètres. Le fruit est de 1,5 m en amont et en aval. La crête est à une hauteur de 676,60 NGF. Le débit de prise est de 4 m3/s avec un débit possible en cas de crues de 75 m3/s.

## Retenue
Long de quatre kilomètres, le lac de Lavaud-Gelade est partagé entre les communes de Royère-de-Vassivière et de Saint-Marc-à-Loubaud. En dehors du Thaurion, il est alimenté par une dizaine de ruisseaux. Il s'étend sur 250 à 300 hectares, drainant un bassin versant de 46 km2. Le volume d'eau stocké représente 17,4 à 21,4 hm3.

## Environnement
Le lac se situe dans le parc naturel régional de Millevaches en Limousin.
Le lac et le barrage font partie d'un site inscrit depuis le 24 décembre 1980 qui s'étend sur 1 040 hectares, ainsi que de la zone Natura 2000 « Vallée du Taurion et affluents » et d'une zone naturelle d'intérêt écologique, faunistique et floristique (ZNIEFF) de type 2, la « vallée du Taurion, des sources à la confluence avec la Vienne ».
L'environnement du lac évolue comme l'ensemble du paysage du plateau de Millevaches. Les landes disparaissent peu à peu au profit des plantations de résineux. L'agriculture déclinante laisse les prairies se transformer en friches.

## Historique
Au XVIIe siècle, les registres paroissiaux mentionnent « Lavaud de Gelée » comme orthographe pour le village de la Vaud Gelade, qui donne son nom au lac.

## Photothèque

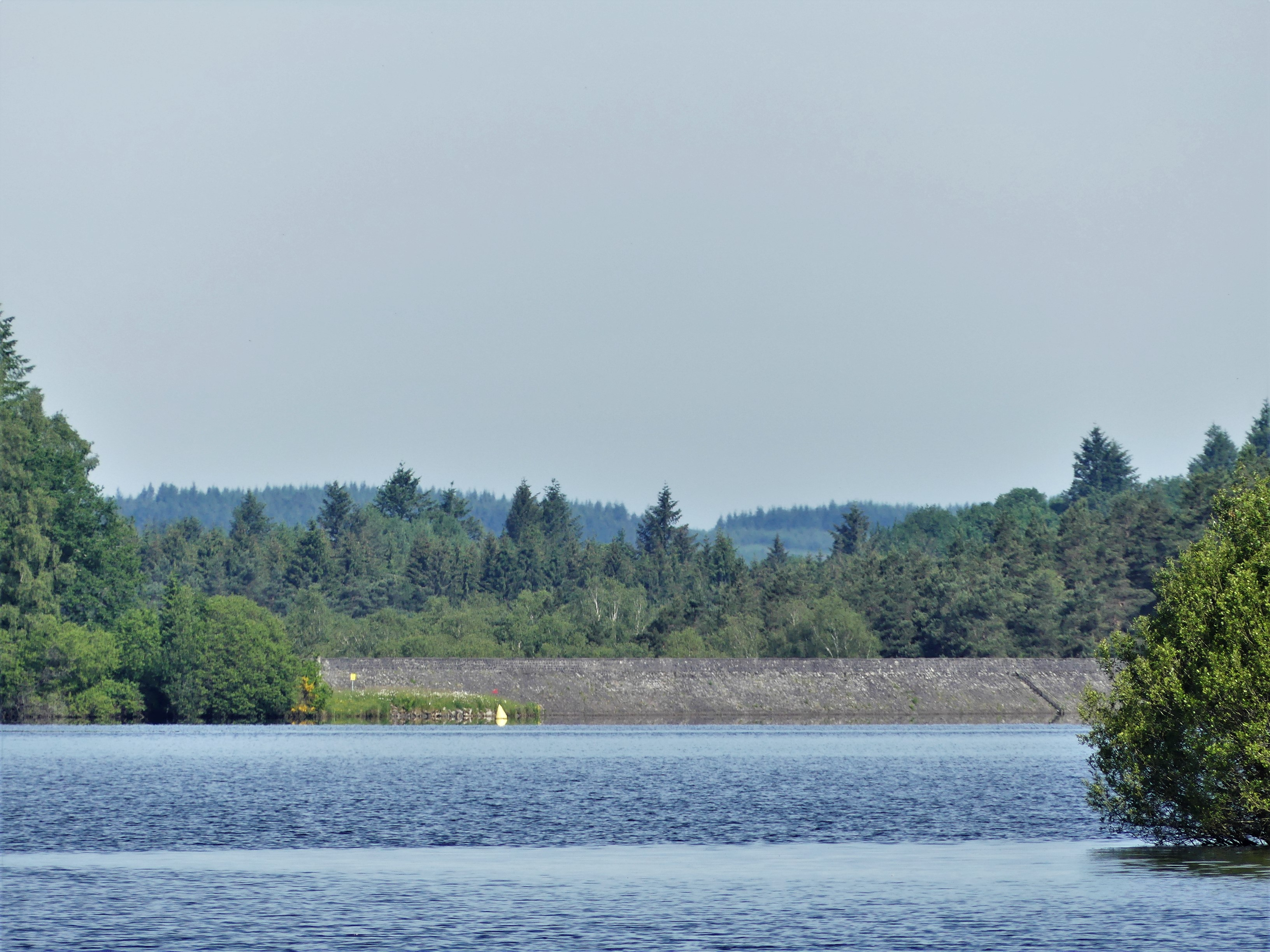
Le barrage vu depuis l'aire des Pondauds, à Saint-Marc-à-Loubaud.
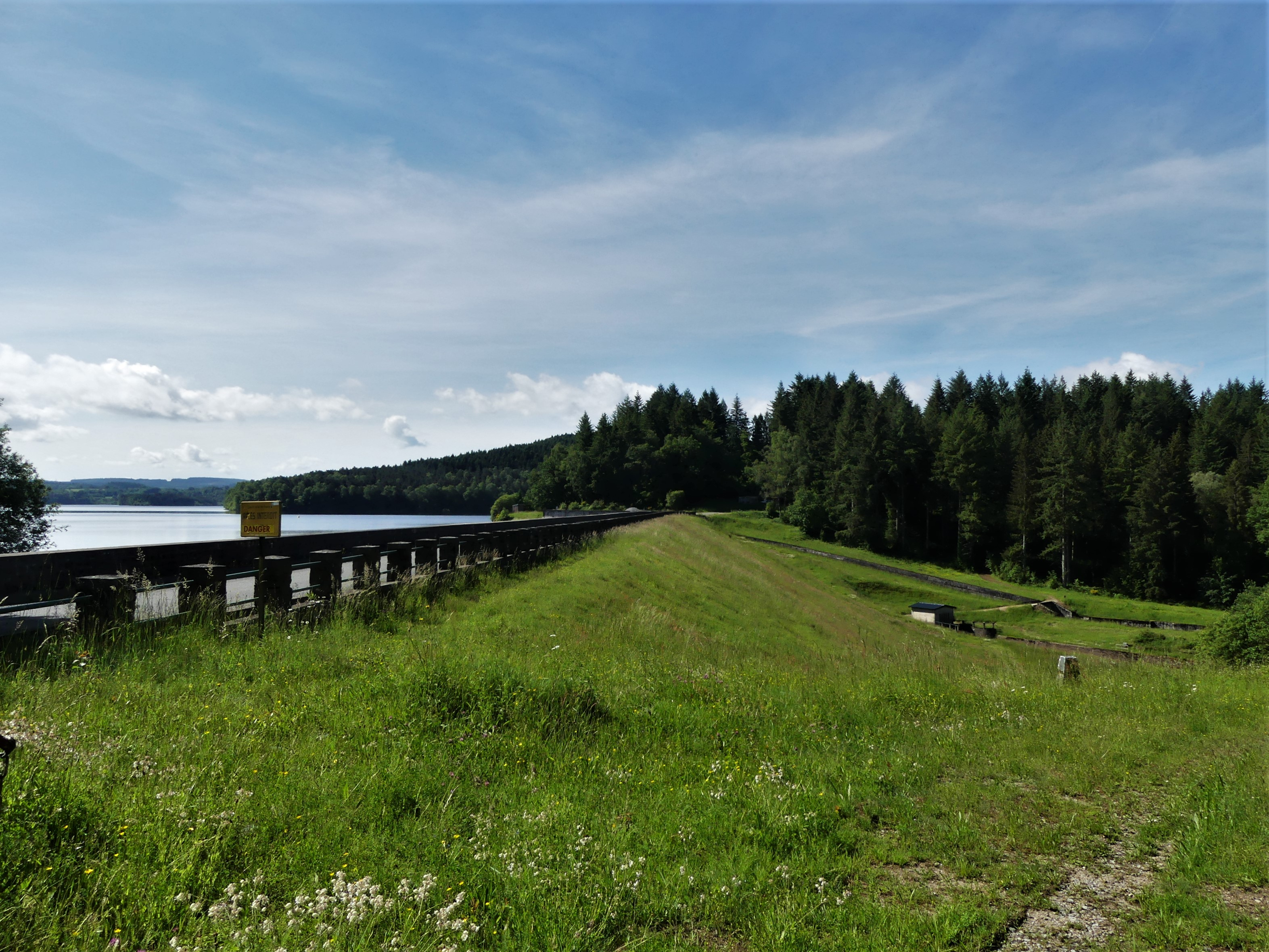
La partie aval du barrage.
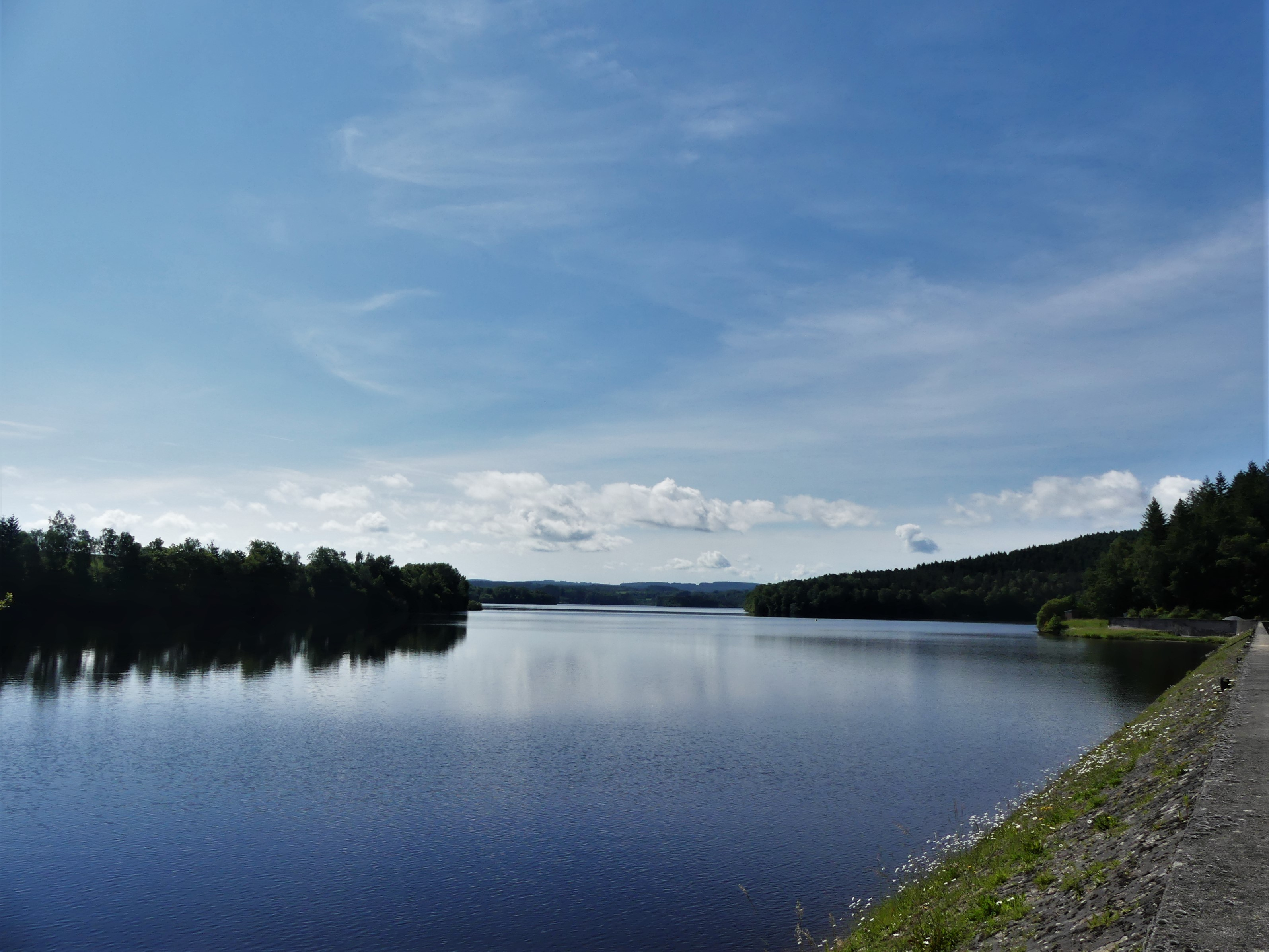
Le lac de Lavaud-Gelade au niveau du barrage.